# Piers Morgan
Piers Stefan Pughe-Morgan (født O'Meara, 30. marts 1965) er en engelsk journalist, tv-vært, forfatter og tv-personlighed. Han begyndte sin karriere i 1988 på tabloid-avisen The Sun. I 1994, i en alder af 29 år, blev han udnævnt som redaktør på News of the World af Rupert Murdoch, der gjorde ham til den yngste redaktør på en national britisk avis i mere end 50 år. Fra 1995 var Morgan redaktør på Daily Mirror, men han blev fyret i 2004. Han var chefredaktør for First News fra 2006 til 2007. I 2014 blev Morgan den første hovedredaktør på MailOnlines online amerikanske afdeling.
Som tv-vært har Morgan været vært på ITVs talkshow Piers Morgan's Life Stories (2009–2020), CNNs talkshow Piers Morgan Live (2011–2014) og været medvært på ITV's morgenprogram Good Morning Britain (2015–2021) sammen med Susanna Reid. Han har været dommer i talentshowene America's Got Talent (2006–2011) og Britain's Got Talent (2007–2010). I 2008 vandt han The Celebrity Apprentice US, med USAs kommende præsident Donald Trump. Han var vært for TalkTV (nu kendt som Talk) i programmet Piers Morgan Uncensored fra 2022 til 2024 inden han forlod selskabet og flyttede programmet til YouTube.